# Plebejus discoobsoleta
Plebejus discoobsoleta är en fjärilsart som beskrevs av Tutt 1909. Plebejus discoobsoleta ingår i släktet Plebejus och familjen juvelvingar. Inga underarter finns listade i Catalogue of Life.